# Модровољка
Модровољка (лат. Luscinia svecica) птица је селица из реда птица певачица која насељава влажна подручја са старим тршћацима и заједницама рогоза и шаша.

## Опис
Мала је птица дужине тела од 13 до 14 cm. Модровољка је витка птица са дугим ногама. Горњи део тела је сивобраон боје, а доњи део је прљаво беле боје. У сваком руху постоји препознатљива бела обрва и црвенило на бочном делу базе репа. Адултни мужјаци имају карактеристичну обојеност груди где плава боја иде од браде све до средишњег дела груди па онда прелази у црну и на крају у риђесмеђу. Код јединки које живе у северној Европи се на средини плаво обојеног дела налази риђа флека док код јединки које живе у централној и јужној Европи је флека бело обојена. На јесен се код мужјака неке јарке боје груди могу пребојити у жутобелу боју. Адултне женке имају разнолике грудне флеке, најчешће је само полукруг црних шара на крем белој основи. Старије женке могу имати малу количину плавог са црним ограничено риђом бојом. Груди младих птица су благо прошаране црним.

## Распрострањење и станиште
Гнездећи ареал обухвата источну и северну Европу, делови централне Европе и подручја Кавказа, широк појас северне, умерене и централне Азије и део Аљаске. Изразита је селица у већем делу ареала. Зиму проводи на Медитерану, у Африци, на Блиском истоку и јужној Азији. Насељава баре мочваре и тресаве са богато развијеном вегетацијом шашева, рогоза, трске и жбуња, као и врбове и брезове влажне шуме. Мада су пожељне и отворене површине траве или воде. 

## Биологија
Скровита је птица самим тим проводи већину свог живота у густој вегетацији где лови. Исхрана јој се састоји од бескичмењака као што су муве мрави и друге бубе које тражи тако што их скида са лишћа и стабљика биљака, преврће лишће и земљу а понекад лови и у лету. Уме да хвата и глисте, ракове и мање жабе. Такође уме да се храни и биљном храном као што је семе и воће. Увећини територија које насељава гнездећа сезона траје од априла до јула. Гнездо превенствено гради женка које смешта у густо растиње на влажно земљиште, облика је дубоке шоље. Грађено је од танких грана, корења, лишћа и маховине, а изнутра је обложено животињском длаком од срна, дивљих свиња и говеда. Покаже од 4 до 7 јаја чија инкубација траје 13 дана. Након излегања птићи остају у гнезду још 13-14 дана. У том периоду их родитељи гране бескичмењацима и њиховим ларвама. Младе птице постају полно зреле већ наредне године.

## Модровољка у Србији
Током 19. века била је ретка гнездарица Срема и Мачве. У првој половини 20. века налажена је у репродуктивном периоду у околини Врбаса, Панчевачког рита, Сенте и Каћа. Након 1950. на гнежђењу је уочена само у Бачкој и Банату. И почетком 2000-их насељава само низијске делове у Бачкој и Банату, а бројност популације се сматра стабилном и броји 170-280 гнездећих парова.